# Not My Soul
„Not My Soul“ е песен на малтийската певица от нигерийски произход Дестини Чукуниере, донесла победа на Малта на детския песенен конкурс „Евровизия 2015“.
Написана е от Дестини Чукуниере, Елтън Зарб и Матю Мерсиека.
Песента е бърза и динамична, като препраща към нигерийските корени на изпълнителката. Видеоклипът на песента е забавен, разноцветен и изпълнен с танци.

## Предистория
В началото на юли 2015 се провежда националната селекция на Малта за детската „Евровизия“ „Malta Junior Eurovision Song Contest“, където участниците трябва да изпълнят кавър на любимите си песни. Дестини побеждава в конкуренция с 20 млади изпълнители с песента на Арета Франклин „Think“.